# Sächwerk
Sächwerk, die fränkische Bezeichnung für „Sägewerk“, war eine fränkische Rockband aus Nürnberg, die von den frühen 1970ern bis Ende der 1980er Jahre existierte.

## Geschichte
Die einst „hoffnungsvolle Nachwuchsband“ Sächwerk war im Zeitalter geburtenstarker Jahrgänge, d. h. während des Livemusikbooms der frühen 1970er Jahre, gegründet worden. Sächwerk war eine „Coverband im besten Sinne, die alle Festsäle der Region zum Kochen brachte.“ Während der Live-Auftritte gespielte Cover-Versionen waren im Laufe der Zeit mehr und mehr durch eigene Kompositionen – zum Teil in fränkischer Mundart – ersetzt worden, so dass nach Produktion erster Singles Anfang der 1980er Jahre am Ende des Jahrzehnts eine eigene Langspielplatte mit dem Titel Sächwerk veröffentlicht werden konnte.
Nach Auflösung der Band verliert sich die Spur der meisten Bandmitglieder: Der ehemalige Gitarrist und Sänger Bernd Haft ist heute als Gitarrist, Harfenist und Sänger in der Americana-Band Belle and the Beasts sowie in der Blues-Rock-Formation Steady Rolling Boys aus Ottensoos tätig. Schlagzeuger Martin Müller war Anfang der 1990er Jahre unter anderem für die Irish-Folk-Band Musgrave und für den Komponisten und Arrangeur Ralph Jandačka als Gastmusiker tätig gewesen. Über ein etwaiges fortdauerndes musikalisches Engagement von Texter, Arrangeur, Sänger und Keyboarder Peter Fuchs, Gitarrist Klaus Brehm oder Bassist Salvatore Ciambrone sind keine Informationen verfügbar.

## Konzerte / Live
Die Band „Sächwerk“ spielte 1987 in einem renommierten Krakauer Studentenklub anlässlich der Semestereröffnung der örtlichen Universität.

## Diskografie

### Alben
| Jahr | Titel Musiklabel                       | Anmerkungen                            |
| ---- | -------------------------------------- | -------------------------------------- |
| 1989 | Sächwerk Zabo Records IMC 5720 1842 AM | Erstveröffentlichung: 1989 Studioalbum |

### Singles
| Jahr | Titel Musiklabel                                        | Anmerkungen                |
| ---- | ------------------------------------------------------- | -------------------------- |
| 1970 | Urlaub / Anner is immer der Depp Bear Records KR 008 R3 | Erstveröffentlichung: 1982 |